# Iaseneț, Ovruci
Iaseneț (în ucraineană Ясенець) este un sat în comuna Sloboda din raionul Ovruci, regiunea Jîtomîr, Ucraina.

## Demografie
Componența lingvistică a localității Iaseneț
     Ucraineană (98,08%)
     Belarusă (1,28%)
     Alte limbi (0,64%)
Conform recensământului din 2001, majoritatea populației localității Iaseneț era vorbitoare de ucraineană (98,08%), existând în minoritate și vorbitori de belarusă (1,28%).